# ルーク・プッコーネン
ルーク・ウェバー・プッコーネン（Luke Webber Putkonen , 1986年5月10日 - ）は、アメリカ合衆国・イリノイ州ウィンフィールド出身の元プロ野球選手（投手）。右投右打。

## 経歴
2007年、MLBドラフト3巡目（全体121位）でデトロイト・タイガースから指名され、6月19日に入団。
2012年はAAA級トレド・マッドヘンズで開幕を迎えた。4月26日にメジャー初昇格を果たし、4月29日のニューヨーク・ヤンキース戦でメジャーデビュー。2点ビハインドの5回2死から2番手として登板。1.2回を投げ、3安打2四球2失点だった。5月25日にAAA級に降格。この年は中継ぎ・抑えとして12試合に登板し、0勝2敗1セーブ、防御率3.94だった。
2013年もAAA級トレドで開幕を迎え、5月2日にメジャー昇格。5月10日にAAA級に降格し、5月21日に再び昇格。7月30日に再びAAA級へ降格した。8月28日に再昇格。8月31日に降格したが、セプテンバー・コールアップで9月2日に再昇格した。30試合に登板し1勝3敗、防御率3.03だった。
2014年2月24日にタイガースと1年契約に合意した。開幕ロースター入りしたが、4月21日に右肘の故障で15日間の故障者リスト入りし、6月21日に60日間の故障者リストへ異動。結局シーズン中に復帰することはできず、この年は2試合の登板にとどまり、防御率27.00だった。
2015年1月6日にDFAとなり、1月15日にAAA級トレドへ降格した。3月28日に解雇となる。4月22日にマイナー契約でタイガースと再契約するが、6月3日に再び解雇となる。

## 詳細情報

### 年度別投手成績
| 年 度     | 球 団     | 登 板 | 先 発 | 完 投 | 完 封 | 無 四 球 | 勝 利 | 敗 戦 | セ 丨 ブ | ホ 丨 ル ド | 勝 率 | 打 者 | 投 球 回 | 被 安 打 | 被 本 塁 打 | 与 四 球 | 敬 遠 | 与 死 球 | 奪 三 振 | 暴 投 | ボ 丨 ク | 失 点 | 自 責 点 | 防 御 率 | W H I P |
| --------- | --------- | ----- | ----- | ----- | ----- | -------- | ----- | ----- | -------- | ----------- | ----- | ----- | -------- | -------- | ----------- | -------- | ----- | -------- | -------- | ----- | -------- | ----- | -------- | -------- | ------- |
| 2012      | DET       | 12    | 0     | 0     | 0     | 0        | 0     | 2     | 1        | 0           | .000  | 72    | 16.0     | 19       | 0           | 8        | 1     | 0        | 10       | 2     | 0        | 7     | 7        | 3.94     | 1.69    |
| 2013      | DET       | 30    | 0     | 0     | 0     | 0        | 1     | 3     | 0        | 1           | .250  | 127   | 29.2     | 30       | 4           | 9        | 0     | 0        | 28       | 5     | 0        | 11    | 10       | 3.00     | 1.31    |
| 2014      | DET       | 2     | 0     | 0     | 0     | 0        | 0     | 0     | 0        | 0           | ----  | 18    | 2.2      | 6        | 2           | 2        | 0     | 1        | 1        | 0     | 0        | 8     | 8        | 27.00    | 3.00    |
| 通算：3年 | 通算：3年 | 44    | 0     | 0     | 0     | 0        | 1     | 5     | 1        | 1           | .167  | 217   | 48.1     | 55       | 6           | 19       | 1     | 1        | 39       | 7     | 0        | 26    | 25       | 4.66     | 1.53    |

- 「-」は記録なし